# Robert Williams III

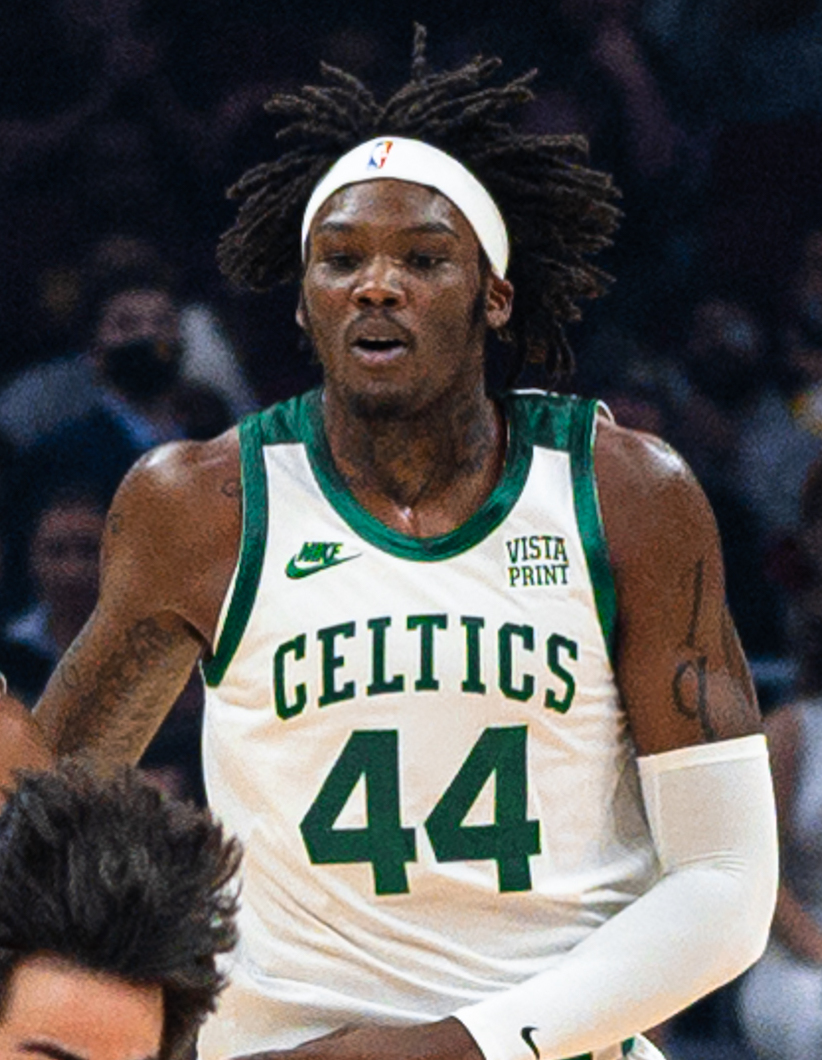
Robert Williams III, 2021.

Robert Lee Williams III, född 17 oktober 1997 i Shreveport i Louisiana, är en amerikansk professionell basketspelare (C/PF) som spelar för Portland Trail Blazers i National Basketball Association (NBA). Han har tidigare spelat för Boston Celtics.
Han draftades av Boston Celtics i första rundan i 2018 års draft som 27:e spelare totalt.
Innan Williams blev proffs studerade han vid Texas A&M University och spelade för deras idrottsförening Texas A&M Aggies.